# Diapriídeos
Diapriídeos (Diapriidae) trata-se de uma família relativamente grande de pequenas vespas parasitoides, pertencente à superfamília Proctotrupoidea, da ordem de insetos Hymenoptera. São vespas pequenas e escuras que normalmente medem entre 2–4 mm, mas nunca menores do que 1mm ou maiores do que 8 mm. São mais frequentemente avistadas em pequenos habitats úmidos e sombreados, sendo que algumas espécies podem ser bastante abundantes. Atacam os estágios imaturos de uma grande diversidade de outros insetos, principalmente de moscas (Diptera). 
A diversidade morfológica em Diapriidae é enorme, havendo inúmeros casos de espécimes sem asas (ápteros), mais frequentemente em fêmeas, mas ocasionalmente nos dois sexos. Quase todas as espécies apresentam algum grau de dimorfismo sexual, logo alguns indivíduos de sexo diferente podem ter sido descritos como outra espécie. As asas caracterizam-se por uma venação bastante reduzida e sem o estigma, principalmente nas subfamílias Ambositrinae e Diapriinae. A superfície do corpo é sempre lisa e lustrada, as antenas robustas, com escapo engrossado, partindo geralmente de uma projeção transversa bem distanciada do clípeo. Metassoma peciolado com o segundo tergito engrossado; ovipositor recolhido para dentro do gáster.
São vespas que ocorrem pelo mundo todo, atualmente conhecidas mais de 2.300 espécies, sendo que especialistas estimam que o número real de espécies existentes ao redor do mundo pode ser o dobro. A maioria destas espécies não descritas são de fora da Europa. Estão distribuídas dentre cerca de 200 gêneros que se encontram distribuídos dentre quatro subfamílias:  Ambositrinae, Belytinae, Diapriinae e Ismarinae. Para Ambositrinae (que inclui cerca de 20 espécies de distribuição Gondwanica) existem informações sobre a biologia de uma única espécie; acredita-se que os hospedeiros sejam moscas (Diptera) das famílias Mycetophilidae e Sciaridae. Para Belytinae, também existem as mesmas suspeitas, dado que são observadas ovipositando sobre cogumelos. Sobre Ismarinae, sabe-se quase nada, mas seus hospedeiro são larvas de Dryinidae atacando cigarrinhas (Cicadellidae). Já Diapriinae são conhecidos de atacarem muitos insetos, principalmente moscas Muscidae, Tabanidae, Calliphoridae, Anthomyidae, Tachinidae, Sarcophagidae, Stratiomyidae, Syrphidae, Chloropidae e Tephritidae; também atacam besouros Coleoptera das famílias Staphylinidae e Psephenidae, e mesmo larvas de formigas (Formicidae), ou mesmo de outras vespas (Braconidae e Eulophidae).
A Região Neotropical alberga uns 80 gêneros. As subfamílias Betylinae e Ambosirinae são mais abundantes e diversa nos bosques de regiões temperadas e frias, como o sul do Chile e Argentina; no entanto, há poucas espécies de Betylinae registradas no neotrópico até o momento. A subfamília Diapriinae contém espécies muito ecologicamente especializadas, de forma que podem ocorrem em ambientes extremos como nos litorais e ilhas perto da zona antártica, ou mesmo dentro de colônias ferozes de formigas de correição (Formicidae, Ecitoninae) ou de cupins (Dyctioptera, Termitidae). No Brasil, encontram-se registrados cerca de 30 gêneros de Diapriidae.
Sobre sua importância econômica, muitas espécies são consideradas como bons potenciais agentes de controle biológico, mas as aplicações até o momento não tiveram muito êxito. São idealizadas atuando contra moscas-pragas, principalmente que atacam frutos e flores ornamentais. 